# عضو إنتاج

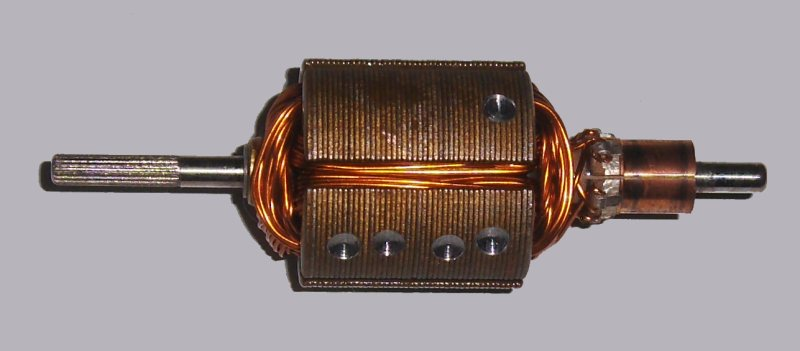

عضو الإنتاج أو المتحرِّض (بالإنجليزية: armature)‏ هو القطعة التي تلامس ما يسمى بالفرشات المتصلة بها لا تزال تلك الفرش موجودة في المولدات التي تشتغل عادة على الخلايا أما التيارات المستمرة فتقريباً انتهت وأصبحت مولدات بلا فرش.